# Autophila vespertalis
Autophila vespertalis är en fjärilsart som beskrevs av Otto Staudinger 1896. Autophila vespertalis ingår i släktet Autophila och familjen nattflyn. Inga underarter finns listade i Catalogue of Life.